# Karel Brückner
Pour les articles homonymes, voir Bruckner.
Karel Brückner, surnommé Kleki Petra, né le 13 novembre 1939 à Olomouc, est un entraîneur de football tchèque.

## Carrière
Équipes nationales
- 1984 : Tchécoslovaquie moins de 21
- 1998-2001 : République tchèque moins de 21
- 2002-2008 :  Tchéquie
- 2008-Mars 2009 :  Autriche

Clubs
- 1973-1977 : Sigma Olomouc ( République tchèque)
- 1978-1979 : Prostějov ( République tchèque)
- 1979-1980 : Zbrojovka Brno ( République tchèque)
- 1981-1982 : Sigma Olomouc ( République tchèque)
- 1985-1987 : Sigma Olomouc ( République tchèque)
- 1988-1989 : TJ ZVL Žilina ( Slovaquie)
- 1989-1991 : Baník Ostrava (( République tchèque)
- 1992-1994 : Sigma Olomouc ( République tchèque)
- 1994-1995 : FC Petra Drnovice ( République tchèque)
- 1995-1996 : ASK Inter Slovnaft Bratislava ( Slovaquie)
- 1997-1998 : Sigma Olomouc ( République tchèque)